# Federación Internacional de Deporte Universitario
La Fédération Internationale du Sport Universitaire (FISU, en inglés: International University Sports Federation ) es responsable de la organización y el gobierno de las competiciones deportivas mundiales para estudiantes-atletas de entre 17 y 25 años. Fue fundada en 1949 como el organismo rector mundial de las organizaciones deportivas universitarias nacionales y actualmente cuenta con 174 asociaciones miembros (Federaciones Deportivas Universitarias Nacionales) de los cinco continentes. Entre 1949 y 2011 estuvo radicada en Bruselas (Bélgica); desde 2011 tiene su sede en Lausana (Suiza).
La FISU organiza sus eventos cada dos años. Actualmente incluyen dos Universiadas (verano e invierno) y 34 Campeonatos Mundiales Universitarios. También organiza conferencias, foros y seminarios para promover el deporte como componente del sistema educativo. La FISU sanciona otras competiciones abiertas a estudiantes universitarios, como el Campeonato Mundial Universitario de Bridge bienal en bridge de contrato, "jugado bajo los auspicios de la FISU ".
A la luz de la invasión rusa de Ucrania en 2022, la FISU prohibió a los atletas rusos y bielorrusos y a los funcionarios de las federaciones deportivas universitarias nacionales participar en competencias y actividades de la FISU hasta al menos finales de 2022, canceló dos Copas Mundiales Universitarias FISU en Rusia y una Universidad Mundial FISU. Campeonatos en Bielorrusia programados para 2022 (la Copa Mundial Universitaria FISU de Levantamiento de Pesas de Moscú, la Copa Mundial Universitaria FISU de Rugby Sevens de Kazán y el Campeonato Mundial Universitario FISU de Esquí Acuático y Wakeboard de Bielorrusia), y canceló la celebración en Rusia de la Copa Mundial Universitaria de Combate FISU Reuniones deportivas y asociadas previstas para 2022. La FISU también suspendió los derechos de sede y pospuso los Juegos Universitarios Mundiales de Verano de 2023, que se celebrarían en Ekaterimburgo.

## Organización
Una Asamblea General elige un comité ejecutivo por un período de cuatro años. Oleg Matytsin fue elegido presidente para 2015-2019, sucediendo a Claude-Louis Gallien. El secretario general y director ejecutivo es Eric Saintrond; los vicepresidentes son Leonz Eder, Luciano Cabral, Marian Dymalski, Leopold Senghor y Liguo Yang.
Los presidentes anteriores incluyen:
- 1949-1961: Pablo Schleimer
- 1961-1999: Primo Nebiolo (ITA)
- 1999–2011: George E. Killian (EE. UU.)
- 2011-2015: Claude-Louis Gallien (FRA)

## Eventos y deportes

### Universiada
Los Juegos Mundiales Universitarios de la FISU, anteriormente y comúnmente conocidos como la Universiada, es un evento deportivo internacional que se lleva a cabo cada dos años en una ciudad diferente. Hubo 10.622 participantes en Shenzhen, China, en 2011, y 174 países participantes en Daegu, Corea, en 2003. 
La Universiada de Verano incluye 12 deportes obligatorios (15 disciplinas obligatorias):
- Swimming
- Diving
- Water polo
- Archery
- Basketball
- Fencing
- Fútbol
- Artistic gymnastics
- Rhythmic gymnastics
- Judo
- Table tennis
- Taekwondo
- Tennis
- Volleyball

La Universiada de Invierno incluye ocho deportes obligatorios y de uno a tres deportes opcionales elegidos por el país anfitrión.
- Alpine skiing
- Biathlon
- Cross-country skiing
- Curling
- Figure skating
- Ice hockey
- Short track speed skating
- Snowboarding

El país anfitrión elige de uno a tres deportes opcionales.

### Campeonatos mundiales universitarios
Mientras que las Universiadas se llevan a cabo en los años impares, los Campeonatos Mundiales Universitarios de la FISU se llevan a cabo en los años pares. Incluye deportes individuales/de equipo, deportes de interior/al aire libre, deportes de combate, deportes mentales y deportes de verano/invierno.